# Friedrich Ammermüller

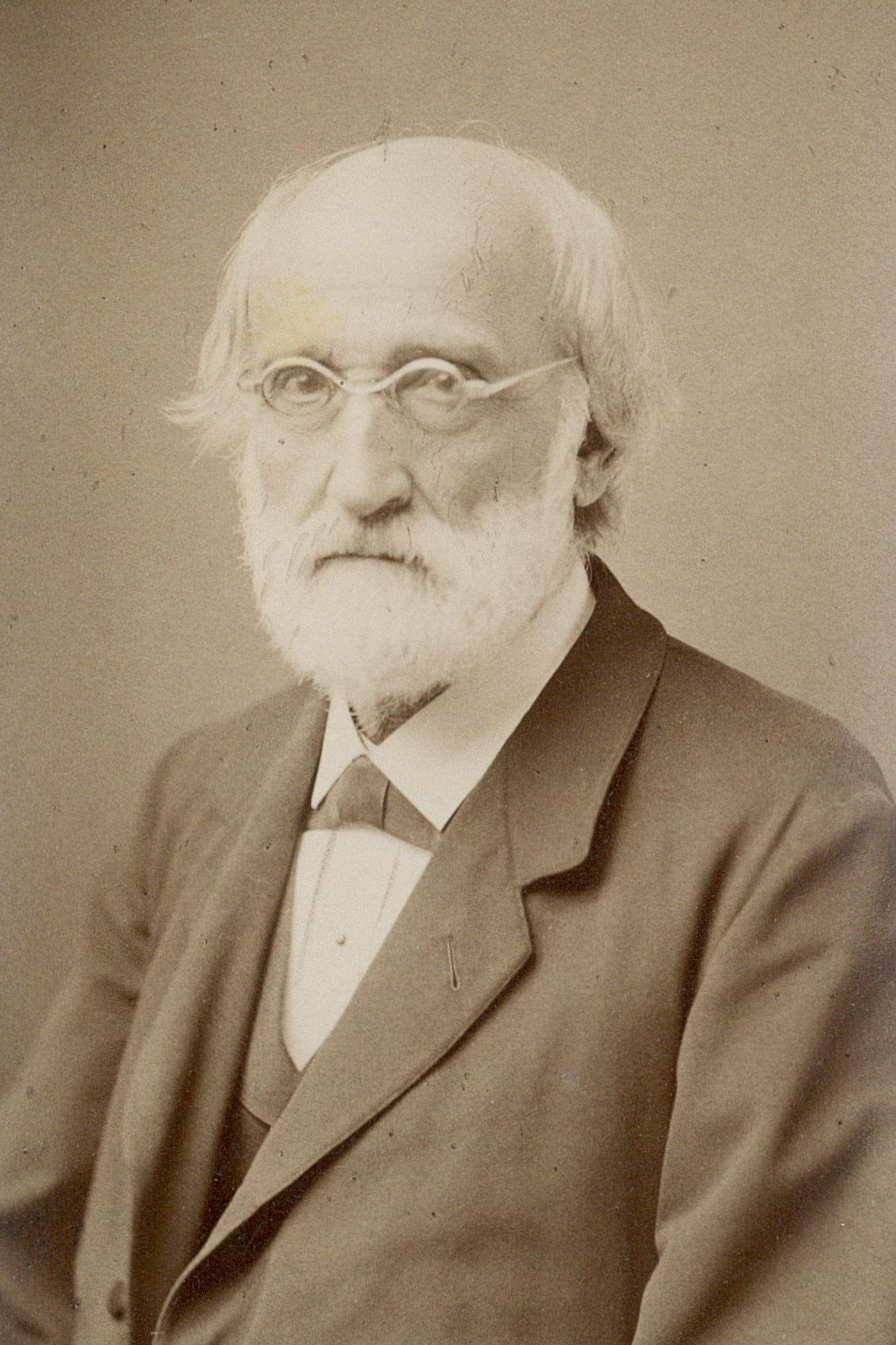
Friedrich Ammermüller, fotografiert von Hermann Brandseph

Christoph Friedrich Ammermüller (* 6. November 1809 in Stockach; † 2. August 1898 in Stuttgart) war ein württembergischer Mediziner, Lehrer, Unternehmer, Publizist und Politiker. 

## Leben
Friedrich Ammermüller besuchte das Lyzeum in Tübingen. Anschließend studierte er Medizin in Tübingen sowie Naturwissenschaften und Technologie in Berlin und Paris. Er gehörte zu den aktiven Burschenschaftern (1826 Mitgliedschaft in der Burschenschaft Germania Tübingen) und promovierte 1832 zum Dr. med. Von 1835 bis 1837 war er Lehrer an der Gewerbeschule in Schaffhausen und von 1837 bis 1852 an der Oberrealschule in Reutlingen.
1840 trat er an die Spitze des Reutlinger Gewerbevereins und 1848 wurde er zum Beiratsmitglied der Zentralstelle für Gewerbe und Handel in Stuttgart ernannt. In den Revolutionsjahren gehörte er zu den führenden Politikern in Reutlingen. 1850 war er Mitglied der zweiten württembergischen Landesversammlung  für Urach.
1852 verließ Ammermüller, der wegen seiner unliebsamen politischen Haltung nach Isny strafversetzt werden sollte, den Schuldienst. Er übernahm den Vorsitz der Wanderversammlungen der Württembergischen Gewerbevereine sowie später den Vorsitz des Stuttgarter Gewerbevereins, außerdem wurde er Teilhaber der Siegleschen Farbwarenfabrik in Stuttgart und Mitglied des Verwaltungsrats der Stuttgarter Rentenanstalt. Er veröffentlichte zahlreiche Aufsätze zur Handels- und Gewerbepolitik.
Ammermüller war Mitglied der Zweiten Kammer der Württembergischen Landstände von 1862 bis 1870 für Heidenheim und von 1876 bis 1877 für Öhringen. Von 1868 bis 1870 gehörte er außerdem als Abgeordneter des Wahlkreises Württemberg 15 (Reutlingen, Tübingen, Rottenburg) dem Zollparlament an. Er war auch Mitglied des Vereins Deutscher Ingenieure (VDI), dem er mit der Gründung des Württembergischen Bezirksvereins des VDI im Jahr 1877 beigetreten war.